# Герб Северной Ирландии
Герб Северной Ирландии был утверждён в 1924 году после образования Ирландского Свободного государства как доминиона Великобритании и в связи с немедленно последовавшим отделением Северной Ирландии от Ирландского Свободного государства.

## История создания
В 1923 году главный герольд Ольстера Невилл Родвелл Уилкинсон создал эскизы государственной печати и флага Северной Ирландии. В январе 1924 года в Лондоне он провёл обсуждение облика будущего герба с представителями правительства Северной Ирландии. Окончательный облик гербу был придан представителем Уилкинсона Томасом Садлером в апреле 1924 года, он повторял облик созданного годом ранее флага. Герб получил одобрение кабинета Северной Ирландии. Королевский указ, подписанный Георгом V и утверждённый в Министерстве внутренних дел, был подписан 2 августа 1924 года. Герб был зарегистрирован в Регистре гербов в Дублине, о чём имеется следующая запись:

Королевское представительское правительство Северной Ирландии
В серебряном поле червлёный крест, поверх которого серебряная шестиконечная звезда, увенчанная императорской короной и обременённая червлёной правой ладонью, отсечённой по запястью.
Дано в нашем Сент-Джеймсском дворце в 15-й год нашего правления 2 августа 1924 года по приказу Его Величества.
Оригинальный текст (англ.)Royal Warrant Government of Northern Ireland

Argent a cross gules, overall on a six pointed star of the field ensigned by an Imperial crown proper a dexter hand couped at the wrist of the second.
Given at our Court of St. James in the 15th year of our reign 2nd August 1924 by His Majesty's command.

В 1925 году в качестве щитодержателей были приняты красный лев в золотом ошейнике со знаменем Ирландии (золотая арфа на синем поле) и ирландский лось, также в ошейнике и со знаменем герцогов Де Бурго, являющимся базой для флага Ольстера.
В 1971 году Лондонская коллегия гербов добавила основание, на котором стоят щитодержатели.

## Использование
Герб использовался в качестве официального символа Северной Ирландии в 1925—1972 годах. В 1972 году, после того, как правительство Северной Ирландии было распущено, герб был выведен из официальных. Дарование герба не было отменено, но в связи с тем, что носитель герба (самостоятельное правительство Северной Ирландии) не существует, герб признан историческим и не может быть использован официально до тех пор, пока у него не появится новый владелец.